# Participating Cap
Der Participating Cap ist eine besondere Form des Zero-Cost-Collar. Die Kombination besteht ebenso aus einem Zinscap und Zinsfloor (Zinscap long und Zinsfloor short). Der Unterschied zum Zero-Cost-Collar ist darin begründet, dass das Nominal des Zinscaps größer ist als das des Zinsfloors.

## Hintergrund
Sollten die Zinsen wider Erwarten sinken, dann ist das Risiko eines sinkenden Zinsniveaus reduziert worden, da das Nominal am unteren Ende (Floor) niedriger ist.